# Серан (Долина Аосте)
Серан је насеље у Италији у округу Долина Аосте, региону Долина Аосте.
Према процени из 2011. у насељу је живело 88 становника. Насеље се налази на надморској висини од 706 м.